# Du Big Bang au Vivant
Pour plus de détails, voir Fiche technique et Distribution.
Du Big Bang au Vivant est un film documentaire québécois réalisé par Iolande Cadrin-Rossignol et Denis Blaquière, sorti en 2011
Ce film s'inscrit dans un projet multiplateforme francophone animé par Hubert Reeves et Jean-Pierre Luminet et présentant la cosmologie contemporaine.
Le projet présente un site Internet, une série documentaire diffusée sur Télé-Québec à partir du 25 octobre 2010 dans l'émission Planète Science, ainsi que ce film documentaire de 87 minutes sorti le 3 mai 2011. Une suite symphonique originale, composée par le Montréalais Christian Thomas, sert de trame sonore au documentaire.

## Synopsis
Au début, tout n'est qu'énergie. L'espace entre dans une violente expansion, les atomes entrent en action, puis, les étoiles, les galaxies, le Soleil, la Terre et la vie apparaissent.
Le moment du Big Bang est généralement considéré comme un temps zéro de notre Univers, sans que cela préjuge de l’existence ou non d’un temps qui l'aurait précédé. 
L’étude des météorites venus du fond des âges, les observations de nouveaux outils tels que CoRoT, l’analyse des signaux radiotélescopiques, font que toutes ces approches contribuent à la résolution de cette véritable énigme.
La vie sur notre planète est la seule que connaisse l’humanité pour l’instant, mais l'exobiologie travaille à la recherche de la vie ailleurs.

## Fiche technique
- Titre : Du Big Bang au Vivant
- Réalisation : Denis Blaquière et Iolande Cadrin-Rossignol
- Pays :  Canada
- Genre : Documentaire
- Durée : 87 minutes
- Dates de sortie : 
  -  Canada : octobre 2010